# Karma (Anxhela-Peristeri-Lied)
Karma ist das Siegerlied des 59. Festivali i Këngës. Der albanischsprachige Titel wurde von der albanischen Sängerin Anxhela Peristeri vorgetragen. Die Musik stammt von Kledi Bahiti, der Text von Olti Curri. Mit dem Lied vertrat Peristeri ihre Heimat Albanien beim Eurovision Song Contest 2021 in Rotterdam.

## Festivali i Këngës und Hintergründe
Ende Oktober 2020 wurde bekanntgegeben, dass Anxhela Peristeri beim kommenden Festivali i Këngës teilnehmen werde. Die Sängerin nahm bereits 2001 gemeinsam mit Alfred Meminaj teil. Wenige Wochen später wurde ihr Wettbewerbsbeitrag Karma gemeinsam mit denjenigen der 25 weiteren Teilnehmern veröffentlicht. Am 21. und 22. Dezember 2020 wurden jeweils die beiden Halbfinale gesendet, wobei im zweiten Halbfinale alle Beiträge in einer Akustikversion dargeboten wurden. Peristeri konnte sich für das am 23. Dezember 2020 stattfindende Finale qualifizieren. Dieses konnte sie für sich entscheiden.
Der Text stammt von Olti Curri. Die Musik stammt von Kledi Bahiti. Er produzierte den Titel gemeinsam mit Dimitris Kontopoulos. Die Abmischung erfolgte durch Aris Binis.

## Inhaltliches
Laut der Sängerin handle der Titel von den Dingen, die man tue und auch selbst auf einen zurückkommen. Man habe zuerst den Text geschrieben und sich dann für den Titel entschieden. Curri sagte, dass er zuerst den Refrain schrieb, nachdem er eine Fotografie von David LaChapelle sah, die eine Mutter mit Kind zeigt, welche nach einem Brand ihr Haus verlassen.
Sie erklärte nach dem Sieg des Festivali i Këngës, dass es noch nicht sicher sei, ob der Text für den Eurovision Song Contest auf Englisch übersetzt werde. Kurze Zeit später gab Peristeri an, dass man die Sprache beibehalten, jedoch das Lied überarbeiten werde.
Der Song wird von der ersten Zeile des Refrains eingeleitet, woraufhin das Intro folgt. Danach folgt die einzige Strophe. Der Refrain wird zum Ende zweimal wiederholt mit Übernahme einiger Zeilen durch den Hintergrundchor.
Die überarbeitete Version unterscheidet sich vor allem in Bezug auf den Beat und den zusätzlichen Einsatz von ethnischen Elementen.

## Beim Eurovision Song Contest
Mit dem Sieg des Liedes beim Festivali i Këngës erhielt die Interpretin das Recht, mit Karma Albanien beim Eurovision Song Contest 2021 in Rotterdam zu vertreten. Am 30. März gab der Ausrichter bekannt, dass Albanien Startnummer 11 im zweiten Halbfinale am 20. Mai 2021 erhalten hat. Aus diesem konnte sich das Land für das zwei Tage später stattfindende Finale qualifizieren. Mit der Startnummer 11 erreichte Albanien den 21. von 26 Plätzen. Hierbei vergab die maltesische Jury einmal die Höchstpunktzahl. Insgesamt erreichte Karma 57 Punkte.

## Veröffentlichung
Während die ursprüngliche Festival-Version im Vorfeld des Festivali i Këngës auf YouTube erschien, wurde der überarbeitete Titel am 1. März 2021 samt Musikvideo, welches im Kosovo gedreht worden war, veröffentlicht. Seit dem 12. März 2021 ist außerdem die Festival-Version in der offiziellen Kompilation des Festivali i Këngës als Musikstream erhältlich.

## Mitwirkende
- Anxhela Peristeri: Gesang
- Kledi Bahiti: Musik, Produktion, Begleitgesang, Bass, Schlagzeug, Klavier, Streicher
- Olti Curri: Text
- Dimitris Kontopoulos: Produktion
- Aris Binis: Abmischung
- Vis Shkodrani: Klarinette
- Denis Hima: Gitarre
- Aurel Thëllimi, Mateus Frroku: Begleitgesang[8]